# Jacek Chochorowski
Jacek Chochorowski (ur. 18 września 1996) – polski lekkoatleta, wieloboista. 
Medalista mistrzostw Polski w kategoriach juniorów, młodzieżowców oraz seniorów (srebro w 2017, 2020, 2021 i 2022 oraz brązy w 2016 i 2018).